# Kerstin Alex
Kerstin Anita Alex, född 16 februari 1989 i Stockholm, är en svensk speljournalist, radiokrönikör och poddradiopratare.
Alex är spelredaktör i lokaltidningen Borås Tidning, spelkritiker i kvällstidningen Aftonbladet, i tidskrifterna M3 och Digital Life samt på webbplatsen FZ. Hon är en fast panelmedlem i Aftonbladets SPELA-podd och återkommer varje månad med en krönika i radioprogrammet P3 Spel.
Den 13 april 2014 utsågs hon till årets spelskribent 2013.